# Parque Bernardo Berneck
O Parque Ambiental Bernardo Berneck, popularmente conhecido por Parque Bernardo Berneck, é o maior parque urbano do município de Várzea Grande, contando com aproximadamente 280.000 m². Iniciada em 2009 o parque foi inaugurado em 10 de junho de 2010 e está edificado nos fundos da antiga madeireira Berneck de propriedade de Bernardo Berneck.
Atualmente oferece uma pista de 3,5 quilômetros para a prática de caminhada, estacionamento para 500 veículos, concha acústica para lazer e um “píer” sobre os dois lagos.

## Abandono
Inaugurado em 2010 o parque sofre com o abandono do poder publico sendo que no ano de sua inauguração havia entrege apenas 70% da obra, à época o ex-deputado estadual, Maksuês Leite foi quem adotou o projeto do parque ambiental. Segundo ele, os 28 hectares de mata foram doados ao Estado por Gilson Berneck, filho de Eduardo Berneck. 
Em 2017 a prefeitura de Várzea Grande formaliza dois documentos públicos, o Termo de Dação de uma área em Pagamento de Tributos e o Termo de Doação da área onde definitivamente onde está o Parque Bernardo Berneck. Criado em 2002 por uma ação conjunta entre o governador Blairo Maggi e o então prefeito Jayme Campos o parque está constituído em uma área privada da antiga maderereira Berneck Laminados, constituída no município.